# Zulfahmi Khairuddin
Muhammad Zulfahmi Khairuddin (ur. 20 października 1991 w Selangor) – malezyjski motocyklista.

## Kariera
Debiutując w 2010 i tym samym zaliczając pełny sezon w kategorii 125cm3, Khairuddin został drugim w historii Malezyjczykiem, po Sharolu Yuzim, który dostąpił tego zaszczytu, faktyczny debiut Zulfahmiego miał miejsce w 2009, jako dzika karta, wystartował wtedy w Grand Prix Malezji na motocyklu marki Yamaha i zajął 20. miejsce. Po świetnym 2012, kiedy to dwa razy udało mu się stanąć na podium i raz startować z pole position, dostał szansę w czołowym zespole kategorii Moto3, Red Bull KTM Ajo. Sezon 2013 nie był udany, a Khairuddinowi nie udało się sprostać oczekiwaniom fanów i swoich pracodawców.
Opuszczając team Akiego Ajo, Malezyjczyk znalazł angaż w Ongetta-AirAsia, który korzysta z motocykli Hondy, ale także tam nie potrafił wznieść się na wyżyny własnych umiejętności.

## Statystyki

### Sezony
| Sezon | Klasa | Motocykl | Wyścigi | Wygrane | Podia | PP | Najsz. okr. | Pkt. | Msc. |
| ----- | ----- | -------- | ------- | ------- | ----- | -- | ----------- | ---- | ---- |
| 2009  | 125cc | Yamaha   | 1       | 0       | 0     | 0  | 0           | 0    | NC   |
| 2010  | 125cc | Aprilia  | 16      | 0       | 0     | 0  | 0           | 4    | 24   |
| 2011  | 125cc | Derbi    | 17      | 0       | 0     | 0  | 0           | 30   | 18   |
| 2012  | Moto3 | KTM      | 17      | 0       | 2     | 1  | 3           | 128  | 7    |
| 2013  | Moto3 | KTM      | 16      | 0       | 0     | 0  | 0           | 68   | 12   |
| 2014  | Moto3 | Honda    | 18      | 0       | 0     | 0  | 0           | 19   | 20   |
| 2015  | Moto3 | KTM      | 18      | 0       | 0     | 0  | 0           | 19   | 23   |
| Razem |       |          | 103     | 0       | 2     | 1  | 3           | 268  |      |

### Klasy wyścigowe
| Klasa  | Sezony    | Pierwszy wyścig | Pierwsze podium | Pierwsze zwycięstwo | Wyścigi | Wygrane | Podia | PP | Najsz. okr. | Pkt. | WCh. |
| ------ | --------- | --------------- | --------------- | ------------------- | ------- | ------- | ----- | -- | ----------- | ---- | ---- |
| 125 cc | 2009–2011 | Malezja 2009    |                 |                     | 34      | 0       | 0     | 0  | 0           | 34   | 0    |
| Moto3  | 2012–     | Katar 2012      | Malezja 2012    |                     | 69      | 0       | 2     | 1  | 3           | 234  | 0    |
| Razem  | 2009–     |                 |                 |                     | 103     | 0       | 2     | 1  | 3           | '268 | 0    |

### Starty
| Sezon | Klasa | Motocykl | 1      | 2      | 3      | 4      | 5      | 6      | 7      | 8      | 9      | 10     | 11     | 12     | 13     | 14      | 15      | 16     | 17     | 18     | Poz. | Pkt. |
| ----- | ----- | -------- | ------ | ------ | ------ | ------ | ------ | ------ | ------ | ------ | ------ | ------ | ------ | ------ | ------ | ------- | ------- | ------ | ------ | ------ | ---- | ---- |
| 2009  | 125cc | Yamaha   | QAT    | JPN    | SPA    | FRA    | ITA    | CAT    | NED    | GER    | GBR    | CZE    | IND    | RSM    | POR    | AUS     | MAL 20  | VAL    |        |        | NS   | 0    |
| 2010  | 125cc | Aprilia  | QAT 21 | SPA 20 | FRA 25 | ITA 21 | GBR NU | NED 22 | CAT 15 | GER 15 | CZE 15 | IND NU | RSM NU | ARA 16 | JPN 19 | MAL 16  | AUS DNQ | POR 15 | VAL 20 |        | 24   | 4    |
| 2011  | 125cc | Derbi    | QAT 19 | SPA 10 | POR 11 | FRA 19 | CAT NU | GBR 18 | NED 14 | ITA 18 | GER 24 | CZE 9  | IND 19 | RSM 27 | ARA NU | JPN 15  | AUS 20  | MAL 7  | VAL 25 |        | 18   | 30   |
| 2012  | Moto3 | KTM      | QAT 6  | SPA 10 | POR 4  | FRA NU | CAT 8  | GBR 9  | NED 11 | GER 6  | ITA 9  | IND 6  | CZE NU | RSM 11 | ARA NU | JPN 5   | MAL 2   | AUS NU | VAL 3  |        | 7    | 128  |
| 2013  | Moto3 | KTM      | QAT 6  | AME 7  | SPA 7  | FRA NU | ITA 11 | CAT 9  | NED 17 | GER 16 | IND 7  | CZE 15 | GBR 20 | RSM 6  | ARA NU | MAL DNS | AUS 11  | JPN NU | VAL 13 |        | 12   | 68   |
| 2014  | Moto3 | Honda    | QAT 18 | AME 17 | ARG 15 | SPA 20 | FRA 11 | ITA 11 | CAT 16 | NED 14 | GER NU | IND 15 | CZE 22 | GBR 18 | RSM 14 | ARA 15  | JPN 14  | AUS NU | MAL NU | VAL 19 | 20   | 19   |
| 2015  | Moto3 | KTM      | QAT 28 | AME 20 | ARG 20 | SPA 26 | FRA 14 | ITA 26 | CAT 24 | NED NU | GER 19 | IND 25 | CZE 22 | GBR 14 | RSM NU | ARA NU  | JPN 5   | AUS 12 | MAL NU | VAL 17 | 23   | 19   |